# David Gries

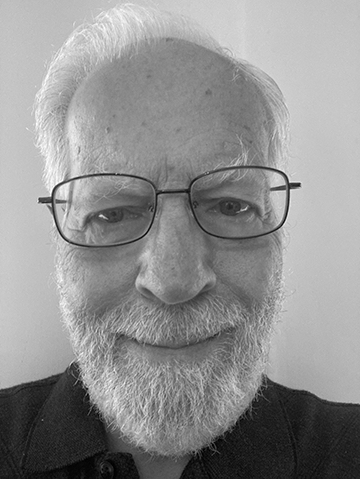
David Gries, 2022

David Gries (* 26. April 1939 in Flushing) ist ein US-amerikanischer Informatiker.

## Leben und Wirken
Gries studierte am Queens College in New York mit dem Bachelor-Abschluss 1960, an der University of Illinois at Urbana-Champaign mit dem Master-Abschluss 1963 und an der Technischen Universität München, an der er seit 1963 Assistent war und 1966 bei Friedrich L. Bauer in Mathematik promoviert wurde („Über einige Klassen von Normen“).
1960 bis 1962 war er Programmierer am US Naval Weapons Laboratory. 1966 wurde er Assistant Professor für Informatik an der Stanford University, 1969 Associate Professor an der Cornell University, an der er 1977 Professor wurde. 1982 bis 1987 stand er dort der Fakultät für Informatik vor. 1999 bis 2003 war er Professor an der University of Georgia in Athens und danach wieder an der Cornell University. Er ist dort Associate Dean für Undergraduate Programs im College of Engineering.
Für seinen Aufsatz An Axiomatic Proof Technique for Parallel Programs mit Susan Owicki wurde er Fellow der ACM und für einen zugehörigen Aufsatz erhielt er 1977 den ACM Programming Systems and Languages Award. Die Autoren übertrugen darin das Hoare-Kalkül auf Parallelprogramme. Er schrieb ein frühes Lehrbuch über Compilerbau (1971), das in mehrere Sprachen übersetzt wurde, und einführende Lehrbücher in die Informatik im Rahmen der Strukturierten Programmierung, wobei die zugrundeliegenden Programmiersprachen wechselten bis zu seinen jüngsten Büchern mit Paul Gries, die Java benutzten.
1975/76 war er im Sabbatjahr an der TU München, 1983/84 in Oxford, 1990/91 an der University of Texas at Austin und 1997 an der Oregon State University.
Er ist Fellow der American Association for the Advancement of Science und der Association for Computing Machinery. 1983/84 war er Guggenheim Fellow. 1994 erhielt er den Society Taylor L. Booth Education Award des IEEE. Er ist Ehrendoktor der Miami University in Oxford (Ohio) und des Daniel Webster College. 1995 erhielt er den ACM Karl V. Karlstrom Outstanding Educator Award.
Zu seinen Doktoranden gehören Susan L. Graham (Professorin in Berkeley) und Susan Owicki (1975, Professorin in Stanford).
Sein Sohn Paul Gries, mit dem er auch Bücher veröffentlichte, ist Professor für Informatik an der University of Toronto.

## Schriften
- Compiler Construction for Digital Computers, John Wiley and Sons, New York, 1971
- mit Richard Conway: A Primer on Structured Programming, Using PL/I, PL/C and PL/C7. 1976
- mit R. Conway, E. C. Zimmerman: Primer on Structured Programming using Pascal. 1976, .
- mit R. Conway, D. Wortman: An Introduction to Structured Programming using SP/K. 1977.
- mit R. Conway: An Introduction to Programming --a structured approach. Winthrop, Cambridge, 3. Auflage, 1978
- mit R. Conway, M. Fay, C. Bass: Introduction to Microprocessor Programming using PL/Z. 1979
- als Herausgeber: Programming Methodology: a Collection of Articles by Members of IFIP WG2.3. Springer Verlag, New York, 1979,
- The Science of Programming. Springer Verlag, New York, 1981
- mit W.H.J. Feijen, A.J.M. van Gasteren, J. Misra (Hrsg.): Beauty is our Business. Springer Verlag, New York, 1990
- mit Fred B. Schneider: Instructor's Manual for „A Logical Approach to Discrete Math“. Ithaca, 1993.
- mit F. B. Schneider: A Logical Approach to Discrete Math. Springer Verlag, NY, 1993
- mit W.-P. De Roever (Hrsg.): Programming Concepts and Methods, PROCOMET '98 (ed.). Chapman and Hall, London, 1998.
- mit P. Gries: Multimedia Introduction to Programming Using Java. Springer Verlag, NY, 2004
- mit P. Gries, Petra Hall: The ProgramLive Companion. John Wiley & Sons, NY, 2001, ISBN 9780471208044.
- mit P. Gries, Petra Hall: ProgramLive. DataDescription. Ithaca, NY, 2000
- The ABC Book of Computer Science at Cornell, Ithaca 2005
- On structured programming, Communications of the ACM, Band 17, 1974, S. 655–657 (wieder abgedruckt in Gries (Hrsg.), Programming Methodology, 1979)